# Pal Chourai
Pal Chourai là một thị trấn thống kê (census town) của quận Chhindwara thuộc bang Madhya Pradesh, Ấn Độ.

## Nhân khẩu
Theo điều tra dân số năm 2001 của Ấn Độ, Pal Chourai có dân số 7264 người. Phái nam chiếm 52% tổng số dân và phái nữ chiếm 48%. Pal Chourai có tỷ lệ 72% biết đọc biết viết, cao hơn tỷ lệ trung bình toàn quốc là 59,5%: tỷ lệ cho phái nam là 80%, và tỷ lệ cho phái nữ là 63%. Tại Pal Chourai, 10% dân số nhỏ hơn 6 tuổi.